# Všerubský průsmyk

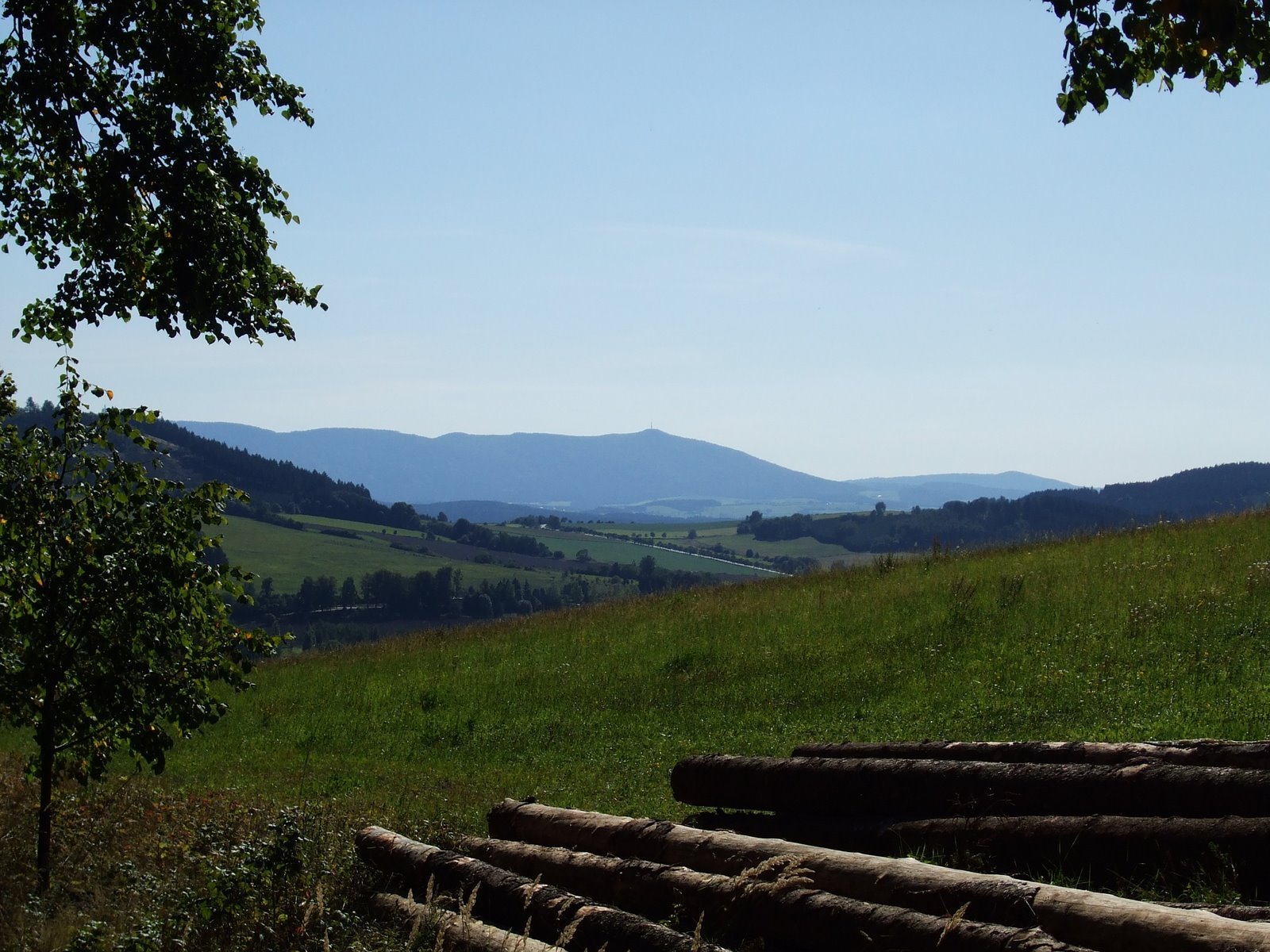
Pohled jihozápadním směrem na Všerubský průsmyk

Všerubský průsmyk (německy Neumarker Pass) je průsmyk ve Všerubské vrchovině, který tvoří hranici mezi Českým lesem a Šumavou. Nadmořská výška je 510 m n. m.

## Poloha
Všerubský průsmyk leží mezi Kdyní na severovýchodě a Všeruby na jihozápadě, kousek severovýchodně od Brůdku. Od Všerub vede k průsmyku takzvaná Všerubská brána s nejvyšším vrcholem Jezvinec, od Kdyně k němu vede Kdyňská brázda.
Zároveň leží Všerubský průsmyk na hlavním evropském rozvodí mezi Labem a Dunajem.
Všerubský průsmyk ale není nejnižším sedlem mezi Českým lesem a Šumavou. Tím je sedlo východně od Nového Klíčova, které se nachází 2,9 km západo-severozápadně od Všerubského průsmyku. Toto sedlo má nadmořskou výšku 496 m n. m. a je zároveň klíčovým sedlem pro krušnohorský Klínovec, který odděluje od jeho mateřského vrcholu Velkého Javoru.

## Dějiny
Průsmyk byl odedávna důležitou cestou spojující Čechy a Bavorsko, vedla jím středověká cesta z Prahy do Řezna.
V roce 1040 se v průsmyku či v jeho blízkosti utkalo útočící německé vojsko Jindřicha III. Černého s připraveným českým vojskem Břetislava I. v bitvě u Brůdku, která skončila rozhodným vítězstvím českého vojska, protože německé jízdní vojsko v lesním terénu doplněném o připravené zátarasy nedokázalo účinně využít své přednosti.